# Caso Petticoat

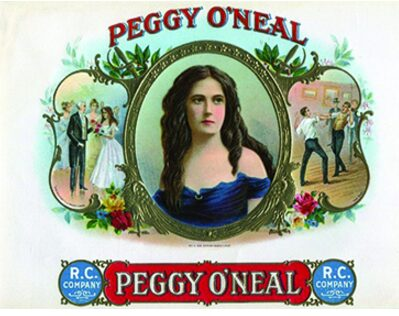
Una caja de puros que explota la fama y la belleza de Eaton, que muestra al presidente Jackson presentado a Peggy O'Neal (izquierda) y dos amantes peleando en duelo por ella (derecha).

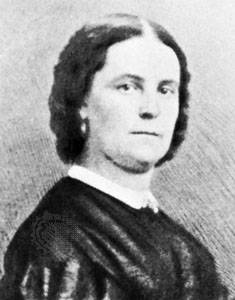
Peggy O'Neill Eaton, en su vida posterior

El caso Petticoat o asunto de las enaguas, también conocido como el asunto Eaton fue un escándalo político que involucró a miembros del gabinete del presidente Andrew Jackson y a sus esposas, entre 1829 y 1831.  Liderado por Floride Calhoun, esposa del vicepresidente John C. Calhoun, estas mujeres, apodadas las "Enaguas", condenaron al ostracismo social al secretario de guerra John Eaton y a su esposa, Peggy Eaton, por la desaprobación de las circunstancias que rodeaban el matrimonio de los Eaton y por lo que consideraban que ella no cumplía con las normas morales de una esposa de gabinete.
El asunto de las enaguas sacudió a toda la administración Jackson y acabó provocando la dimisión de todos los miembros del gabinete menos uno.  La prueba facilitó el ascenso a la presidencia de Martin Van Buren y fue en parte responsable de que el vicepresidente Calhoun pasara de ser una figura política de ámbito nacional con aspiraciones presidenciales a un líder seccional de los estados del sur.

## Antecedentes
Margaret "Peggy" Eaton era la hija mayor de William O'Neill, propietario de la casa Franklin, una pensión y taberna situada en Washington D. C., a poca distancia de la Casa Blanca, que era un conocido centro social popular entre políticos y militares. Peggy tenía una buena educación para una mujer de la época: estudió francés y era conocida por su habilidad para tocar el piano. William T. Barry, que más tarde ocupó el cargo de director general de correos de los Estados Unidos, escribió sobre una encantadora niña... que toca muy a menudo el piano, y nos entretiene con agradables canciones.
De joven, su reputación ya había empezado a ser objeto de escrutinio debido a su empleo en un bar frecuentado por hombres, así como a sus bromas casuales con la clientela de la pensión. En sus últimos años, Peggy rememoró: Mientras todavía llevaba pantaletas y  aros con otras chicas, llamaba la atención de los hombres, jóvenes y mayores; lo suficiente para hacer girar la cabeza de una chica.
Cuando Peggy tenía 15 años, su padre intervino para evitar su intento de fuga con un oficial del ejército. En 1816, Peggy, de 17 años, se casó con John B. Timberlake, un sobrecargo de la Marina de los Estados Unidos. Timberlake, de 39 años, tenía fama de borracho y estaba muy endeudado. Los Timberlake se relacionaron con John Eaton en 1818. En aquel momento, Eaton era un acaudalado viudo de 28 años y recién elegido senador de Tennessee, a pesar de no haber alcanzado la edad mínima de 30 años exigida por la Constitución. También fue amigo de Andrew Jackson durante mucho tiempo.

## Controversia
Jackson fue elegido presidente en 1828, y su mandato comenzó el 4 de marzo de 1829.  Se dice que le gustaba Peggy Timberlake y que animó a Eaton a casarse con ella. Se casaron el 1 de enero de 1829, solo nueve meses después de la muerte de su marido. Habitualmente, se habría considerado "apropiado" que su matrimonio hubiera seguido un período de luto más largo.
El historiador John F. Marszalek explica su opinión sobre las "verdaderas razones por las que la sociedad de Washington consideraba inaceptable a Peggy":

No sabía cuál era su lugar; hablaba con franqueza de todo lo que se le ocurría, incluso de temas que se suponía que las mujeres ignoraban. Se lanzó al mundo de una manera inapropiada para una mujer. ... Si se la aceptaba, la sociedad corría el riesgo de ser desbaratada. Si se aceptaba a esta mujer grosera, impura, atrevida y mundana, el muro de la virtud y la moralidad se rompería y la sociedad no tendría más defensas contra las fuerzas del cambio aterrador. Margaret Eaton no era tan importante en sí misma; era lo que representaba lo que constituía la amenaza. Las mujeres adecuadas no tenían elección; tenían que impedir su aceptación en la sociedad como parte de su defensa de la moralidad de esa sociedad.

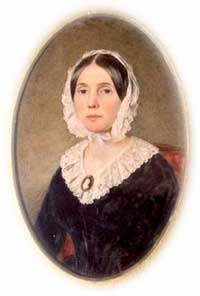
Floride Calhoun, esposa del vicepresidente John Calhoun y líder de las esposas de Washington "anti-Peggy"

Cuando Jackson asumió la presidencia, nombró a Eaton como secretario de Guerra.  Floride Calhoun, segunda dama de los Estados Unidos, lideró a las esposas de otras figuras políticas de Washington, principalmente las de los miembros del gabinete de Jackson, en una coalición "anti-Peggy", que sirvió para rechazar a los Eaton social y públicamente. Las mujeres se negaron a hacer visitas de cortesía a los Eaton en su casa y a recibirlos como visitantes, y les negaron invitaciones a fiestas y otros eventos sociales.

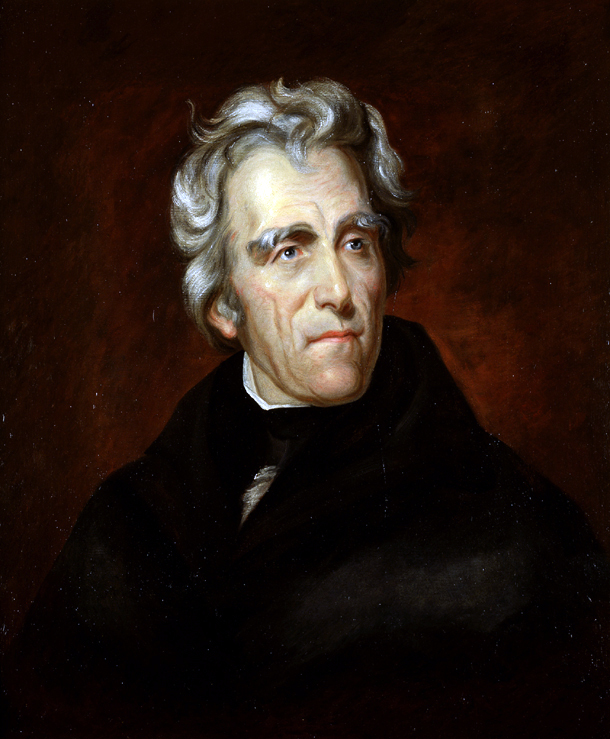
El presidente Andrew Jackson apoyó a los Eaton en el asunto Petticoat.

Emily Donelson, sobrina de la difunta esposa de Andrew Jackson Rachel Donelson Robards y esposa del hijo adoptivo y confidente de Jackson Andrew Jackson Donelson, actuó como 'primera dama sustituta' de Jackson. Emily Donelson eligió ponerse del lado de la facción de Calhoun, lo que llevó a Jackson a sustituirla por su nuera Sarah Yorke Jackson como su anfitriona oficial. El secretario de Estado, Martin Van Buren era viudo y el único miembro soltero del gabinete; se elevó en la estima de Jackson al alinearse con los Eaton.
La simpatía de Jackson por los Eaton se debió en parte a que su difunta esposa Rachel fue objeto de insinuaciones durante la campaña presidencial, cuando surgieron preguntas sobre si su primer matrimonio había terminado legalmente antes de casarse con Jackson. Jackson creía que estos ataques eran la causa de la muerte de Rachel el 22 de diciembre de 1828, varias semanas después de su elección a la presidencia.
La entrada de Eaton en un puesto de alto nivel en el gabinete contribuyó a intensificar la oposición del grupo de la señora Calhoun. Además, Calhoun se estaba convirtiendo en el centro de la oposición a Jackson; los partidarios de Calhoun se oponían a un segundo mandato de Jackson porque querían que Calhoun fuera elegido presidente.  Además, Jackson favoreció y Calhoun se opuso al arancel protector que llegó a conocerse como el Arancel de las Abominaciones. Los aranceles estadounidenses sobre los bienes importados generalmente favorecían a las industrias del norte al limitar la competencia, pero los sureños se oponían a ellos porque los aranceles elevaban el precio de los productos terminados pero no de las materias primas producidas en el sur.  La disputa sobre los aranceles condujo a la crisis de la anulación de 1832, en la que los sureños, incluido Calhoun, argumentaron que los estados podían negarse a obedecer las leyes federales a las que se opusieran, incluso hasta el punto de secesionarse de la Unión, mientras que Jackson juró impedir la secesión y preservar la Unión a cualquier precio. Debido a que Calhoun era el opositor más visible de la administración de Jackson, éste consideró que Calhoun y otros funcionarios anti-Jackson estaban avivando las llamas de la controversia de Peggy Eaton en un intento de ganar influencia política. Duff Green, un protegido de Calhoun y editor del United States Telegraph, acusó a Eaton de trabajar en secreto para que los miembros del gabinete pro-Calhoun Samuel D. Ingham y John Branch fueran destituidos de sus cargos.
Eaton se vengó de Calhoun. En 1830, surgieron informes que afirmaban con exactitud que mientras Calhoun era secretario de Guerra y Jackson era un general de división en el ejército estadounidense, Calhoun había favorecido la censura a Jackson por sus 18 invasión de Florida. Estos informes enfurecieron a Jackson. Calhoun pidió a Eaton que se dirigiera a Jackson sobre la posibilidad de que Calhoun publicara su correspondencia con Jackson en la época de las Guerras Seminolas. Eaton no hizo nada. Esto hizo que Calhoun creyera que Jackson había aprobado la publicación de las cartas. Calhoun las publicó en el Telegraph  Su publicación dio la apariencia de que Calhoun trataba de justificarse contra una conspiración, lo que enfureció aún más al presidente.

## Resolución
La disputa se resolvió finalmente cuando Van Buren ofreció su dimisión, dando a Jackson la oportunidad de reorganizar su Gabinete pidiendo las dimisiones de los miembros del Gabinete contrarios a Eaton. El director general de Correos William T. Barry fue el único miembro del Gabinete que se quedó, y Eaton acabó recibiendo nombramientos que le alejaron de Washington, primero como gobernador del Territorio de Florida, y luego como embajador en España.
El 17 de junio, un día antes de que Eaton dimitiera formalmente, apareció una noticia en el Telegraph en la que se afirmaba que se había "demostrado" que las familias de Ingham, Branch y el fiscal general John M. Berrien se habían negado a asociarse con el Sr. Eaton. Eaton escribió a los tres hombres exigiendo que respondieran por el artículo. Ingham respondió con una carta despectiva en la que afirmaba que, aunque él no era la fuente del artículo, la información seguía siendo cierta. El 18 de junio, Eaton retó a Ingham a un duelo a través del cuñado de Eaton, el Dr. Philip G. Randolph, quien visitó a Ingham en dos ocasiones y la segunda vez lo amenazó con daños personales si no accedía a las demandas de Eaton. Randolph fue despedido, y a la mañana siguiente Ingham envió una nota a Eaton declinando descortésmente la invitación y describiendo su situación como de "lástima y desprecio". Eaton respondió por carta a Ingham acusándole de cobardía. Ingham fue informado entonces de que Eaton, Randolph y otros pretendían agredirle. Reunió a su propia escolta y no fue molestado inmediatamente. Sin embargo, informó de que durante las dos noches siguientes Eaton y sus hombres siguieron acechando su vivienda y amenazándole. Luego abandonó la ciudad y regresó sano y salvo a su casa. Ingham comunicó a Jackson su versión de lo ocurrido, y Jackson pidió a Eaton que se explicara. Eaton admitió que "pasó por" el lugar donde se había alojado Ingham, "pero en ningún momento intentó entrar... o asediarlo".

## Consecuencias

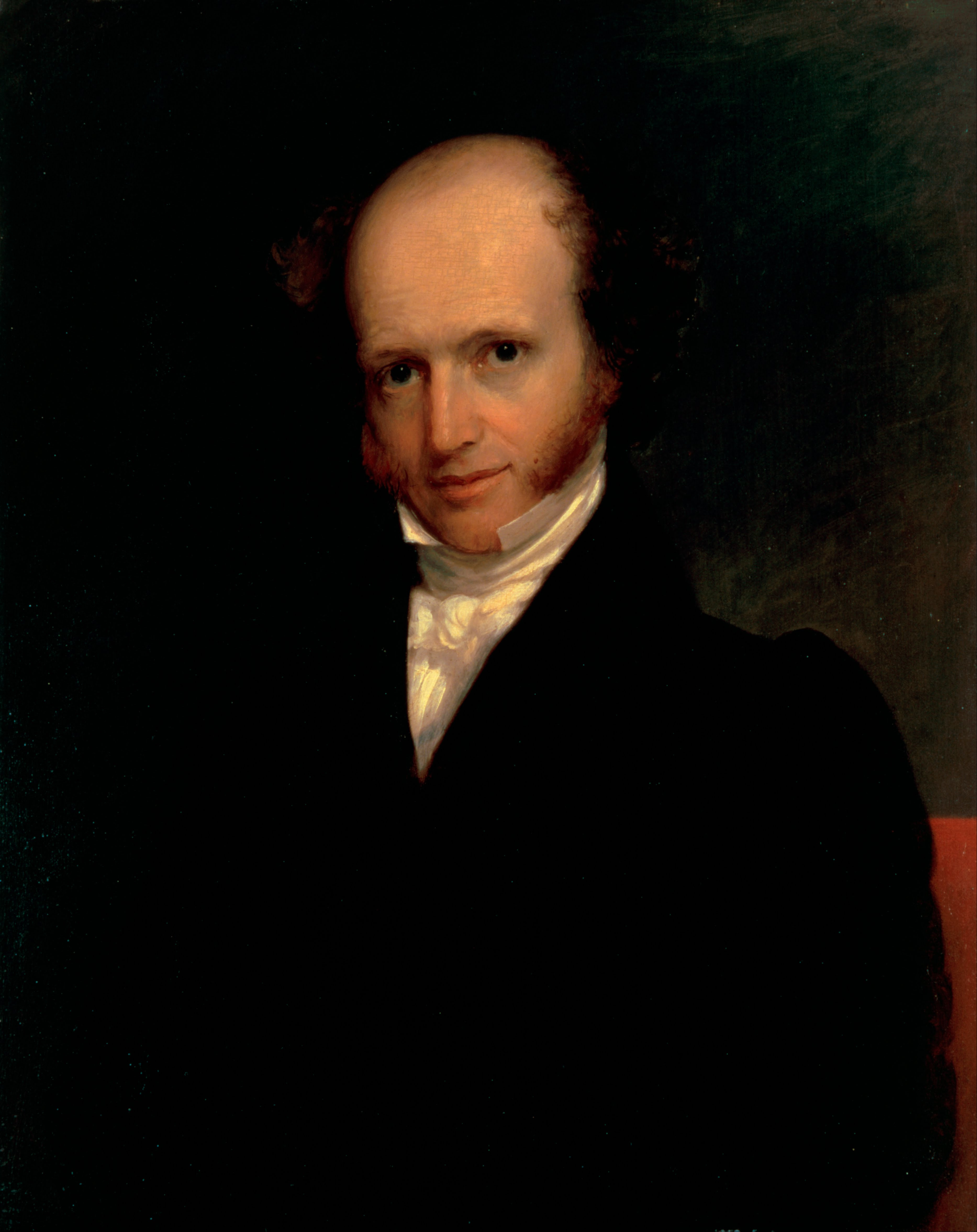
El secretario de Estado Martin Van Buren apoyó a los Eaton, ayudando en su ascenso a la presidencia.

En 1832, Jackson nominó a Van Buren como ministro en Gran Bretaña. Calhoun anuló la nominación con un voto de desempate en contra, alegando que su acto lo ...mataría, señor, lo mataría de muerte. Nunca pateará, señor, nunca pateará. Sin embargo, Calhoun sólo hizo que Van Buren pareciera la víctima de una política mezquina, que tenía su origen en gran medida en la controversia de Eaton. Esto elevó a Van Buren aún más en la estima de Jackson. Van Buren sucedió a Calhoun como vicepresidente cuando Jackson ganó un segundo mandato en 1832. Van Buren se convirtió así en el heredero de facto de la presidencia y sucedió a Jackson en 1837.
Aunque Emily Donelson había apoyado a Floride Calhoun, una vez terminada la controversia Jackson le pidió que volviera a ser su anfitriona oficial; retomó estas funciones junto a Sarah Yorke Jackson hasta que regresó a Tennessee tras contraer tuberculosis, dejando a Sarah Yorke Jackson para que sirviera sola como anfitriona de Jackson.
John Calhoun dimitió como vicepresidente poco antes de terminar su mandato y regresó con su esposa a Carolina del Sur. Elegido rápidamente para el Senado de Estados Unidos, regresó a Washington no como un líder nacional con perspectivas presidenciales, sino como un líder regional que argumentaba a favor de los derechos de los estados y de la expansión de la esclavitud.
En relación con el asunto de las enaguas, Jackson comentó más tarde: "Prefiero tener alimañas vivas en mi espalda que la lengua de una de estas mujeres de Washington en mi reputación"  Para Jackson, Peggy Eaton era una más de las muchas mujeres agraviadas que había conocido y defendido a lo largo de su vida. Creía que todas las mujeres que había defendido en su vida, incluida ella, habían sido víctimas de motivos ocultos, para que los enemigos políticos pudieran hundirlo.

## Legado
El historiador Robert V. Remini dice que "todo el asunto Eaton podría calificarse de infame. Arruinó reputaciones y acabó con amistades. Y todo fue innecesario". La historiadora Kirsten E. Wood sostiene que "fue un asunto político nacional, que planteó cuestiones de hombría, feminidad, poder presidencial, política y moralidad"."
La película de 1936 The Gorgeous Hussy es un relato ficticio del asunto Petticoat. En ella aparecen Joan Crawford como Peggy O'Neal,  Robert Taylor como John Timberlake, Lionel Barrymore como Andrew Jackson, y Franchot Tone como John Eaton.